# 2,3-butandiol
1,3-butandiolul este un compus organic cu formula chimică (CH3CHOH)2. Este unul dintre izomerii butandiolului, fiind un diol vicinal. Prezintă trei stereoizomeri, o pereche chirală și un izomer mezo, toți fiind lichide incolore. Sunt utilizați ca precursori pentru materiale plastice și pesticide.

## Izomerie
Dintre cei trei steroziomeri, doi sunt enantiomeri (levo- și dextro-2,3-butandiolul) și unul este un compus mezo. Cei doi enantiomeri prezintă configurațiile (2R, 3R) și respectiv (2S, 3S) la atomii de carbon 2 și 3, în timp ce compusul mezo are configurația (2R, 3S), strisă echivalent și (2S, 3R).
| 2,3-butandiol                |                       |                       |                    |                            |
| Nume                         | D-(−)-2,3-butandiol   | L-(+)-2,3-butandiol   | meso-2,3-butandiol | DL-2,3-butandiol (racemic) |
| Formulă structurală          | D(−)-2,3-butandiol    | L(+)-2,3-butandiol    | meso-2,3-butandiol | DL-2,3-butandiol           |
| Alte denumiri                | (2R,3R)-2,3-butandiol | (2S,3S)-2,3-butandiol |                    | rac-2,3-butandiol          |
| Număr CAS                    | 24347-58-8            | 19132-06-0            | 5341-95-7          | 513-85-9                   |
| Punct de topire              | 25 °C                 | 19,7 °C               | 32–34 °C           | 7,6 °C                     |
| Punct de fierbere            | 180–182 °C            | 178–181 °C            | 183–184 °C         | 182 °C                     |
| Densitate în g/cm³           | 0,9872 (25 °C)        | 0,9869 (25 °C)        | 1,0003 (20 °C)     | 1,0033 (20 °C)             |
| Indice de refracție la 25 °C | 1,4306                | 1,4340                | 1,4367             | 1,4310                     |
| Rotație specifică [α]D25 °C  | +12,5° (nediluat)     | −13° (nediluat)       | ±0°                | ±0°                        |

## Obținere
2,3-butandiolul este sintetizat industrial prin reacția de hidratare a 2,3-epoxibutanului.
{\displaystyle {\ce {(CH3CH)2O + H2O -> CH3(CHOH)2CH3}}}

## Proprietăți
2,3-butandiolul suferă o reacție de deshidratare formând butanonă (etil-metilcetonă):
{\displaystyle {\ce {(CH3CHOH)2 -> CH3C(O)CH2CH3 + H2O}}}
Poate suferi dezoxideshidratare formând butenă:
{\displaystyle {\ce {(CH3CHOH)2 + 2 H2 -> C4H8 + 2 H2O}}}